# Nguyên Tiển
Nguyên Tiển (tiếng Trung: 元铣; bính âm: Yuan Xian; ? - ?), họ Nguyên, là đại thần thời Thương trong lịch sử Trung Quốc.

## Cuộc đời
Nguyên Tiển là quan thái sử dưới triều Đế Ất. Khi Đế Ất muốn lập Tử Tân làm người kế vị, Nguyên Tiển nhiều lần muốn dùng lễ pháp ngăn cản. Hậu duệ của Nguyên Tiển lấy Nguyên làm họ.

## Trong văn hóa
Trong tiểu thuyết Phong thần diễn nghĩa, Nguyên Tiển được để tên là Đỗ Nguyên Tiển (tiếng Trung: 杜元銑; bính âm: Du Yuanxian), xuất hiện ở hồi 1, giữ chức thượng thái sư, là lão thần phụng sự ba triều vua, cùng Văn Trọng, Thương Dung quản lý chính vụ.
Sau khi hồ ly tinh vào cung, vua Trụ dần dần trầm mê tửu sắc. Đỗ Nguyên Tiển xem tinh tượng, phát hiện ra có loài yêu mị ở trong cung, liền góp lời với thừa tướng Thương Dung, tấu lên vua Trụ:
Tôi xem thiên văn thấy hung tinh xâm phạm cung Càn, còn bệ hạ vui say tửu sắc, bỏ bê việc triều chính, họa đến chẳng xa. Tôi làm sớ này dâng lên bệ hạ, xin thừa tướng chuyển dùm.
Vua Trụ ban đầu đọc được tấu chương, cho là lời của Nguyên Tiển rất đúng. Nhưng sau đó Đát Kỷ dèm pha, vua Trụ nổi giận, sai người đem Nguyên Tiển xử trảm, mặc cho Thương Dung khuyên gián. Khi Đỗ Nguyên Tiển bị xách ra pháp trường, gặp được đại phu Mai Bá, tỏ lòng rằng:
Thiên tử ham mê tửu sắc, bỏ việc triều chánh, tôi làm sớ khuyên can thiên tử lại cho tôi là đồng đảng với đạo sĩ hôm nọ, tìm lời ủy mị để dụ lòng dân làm loạn, nên truyền chém đầu tôi để răn chúng. Vua đã bảo chết, đạo làm tôi đâu dám trái, chỉ thương hại cơ nghiệp Thành Thang xây dựng bao nhiêu đời, nay vì sắc đẹp mà tiêu theo mây khói. Ôi, chắc quan đại phu cũng thấy như tôi, đời người chỉ là tai ương thảm họa, công danh chỉ là mây bay, đời đã vậy còn luyến tiếc gì sự sống nữa.
Mai Bá bèn dặn đao phủ khoan hành hình, cùng thừa tướng Thương Dung vào cầu tình. Nhưng cuối cùng vua Trụ mặc kệ khuyên can, vẫn cho xử tử Đỗ Nguyên Tiển, lại hành hình Mai Bá bằng bào lạc. Thương Dung chán nản, cáo lão hồi hương.
Khi Khương Tử Nha phong thần, phong Đỗ Nguyên Tiển làm Bác Sĩ tinh quân (博士星).